# رئوف بابایف
رئوف بابایف (ترکی آذربایجانی: Rauf Yusuf oğlu Babayev; ۳۰ دسامبر ۱۹۳۷ – ۲۷ مارس ۲۰۲۰) خواننده آذربایجانی در گونه تنور و دریافت کننده لقب افتخاری هنرمند خلق آذربایجان در سال ۲۰۰۶ بود.

## زندگی‌نامه
رئوف بابایف ۳۰ دسامبر سال ۱۹۳۷ در شهر لنیناکان (گیومری کنونی) زاده شد. پس از پایان تحصیلات دوره متوسطه در باکو، در سال‌های ۱۹۵۳ تا ۱۹۵۷ در مدرسه موسیقی آصف زینالی تحصیل کرد و در سال‌های ۱۹۵۷ الی ۱۹۶۲ به ادامه تحصیل در مقطع عالی موسیقی در رشته سازهای کوبه ای در کنسرواتوار دولتی عزیر حاجی‌بیف آذربایجان پرداخت.
رئوف بابایف فعالیت‌های خود را در سال ۱۹۵۷ به عنوان نوازنده در تئاتر درام ملی آکادمی دولت آذربایجان آغاز کرده در سال ۱۹۶۰ تا ۱۹۶۲ در ارکستر دولتی سمفونیک آذربایجان خواننده تک‌خوان بود و در سالهای ۱۹۶۲ تا ۱۹۶۴ به عنوان تک نواز در تالار دولتی فیلارمونیک آکادمیک آذربایجان کار کرد. در سال ۱۹۶۵ نیز مسیر فعالیت‌های هنری خود را در ارکستر فیلارمونیک داغستان استمرار بخشید.
رئوف بابایف از سال ۱۹۶۵ با گروه موسیقی پاپ «قایا» فعالیت‌های هنری خود را گره زد تا اینکه در سال ۱۹۶۸ آوازخوان گروه پاپ «قایا» در فیلارمونیک دولتی آذربایجان روی صحنه می‌رفت. در سال‌های ۱۹۸۷–۲۰۰۱، وی به عنوان تک‌خوان به ترتیب در گروه دولتی موسیقی «قایا» و در ارکستر پاپ- سمفونیک دولتی «قایا» که زیر نظر اداره فرهنگ شهر باکو فعالیت می‌کرد، مشغول به ادامه کار هنری خود بود. از سال ۲۰۰۱ سکان هدایت و مدیریت هنری ارکستر دولتی «قایا» و از سال ۲۰۰۳ گروه موسیقی «بری باخ» (به فارسی: به این سمت نگاه کن)، یک زیرمجموعه گروه دولتی «قایا» را به دست گرفت. از سال ۲۰۰۷ نیز مدیریت هنری گروه دولتی موسیقی " «قایا»، از زیرمجموعه‌های وزارت فرهنگ آذربایجان را عهده دار شد.
رئوف بابایف یکی از بنیان‌گذاران گروه آوازی - نوازندگی «قایا» بود که یکی از پرآوازه‌ترین گروه‌های موسیقی پاپ آذربایجانی در دهه‌های ۶۰ و ۸۰ قرن گذشته میلادی به‌شمار می‌رفت. این هنرمند با موفقیت در تعدادی از جشنواره‌های جاز اجرا کرده و عناوین برنده مسابقات بین‌المللی موسیقی پاپ و جاز را به دست آورد.
رئوف بابایف در روز ۲۷ مارس سال ۲۰۲۰ در باکو درگذشته و در پارک مفاخر دوم باکو تدفین شد.